# Leslie Ward
Leslie Ward (ur. 21 listopada 1851 w Londynie, zm. 15 maja 1922 tamże) – portrecista i karykaturzysta brytyjski znany z portretowania wybitnych ludzi. 

## Wybrana galeria

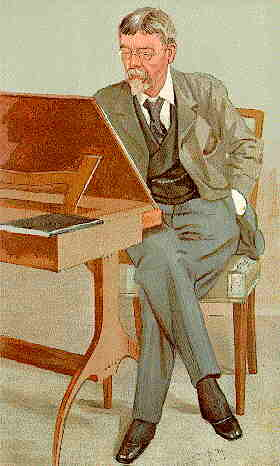
George du Maurier
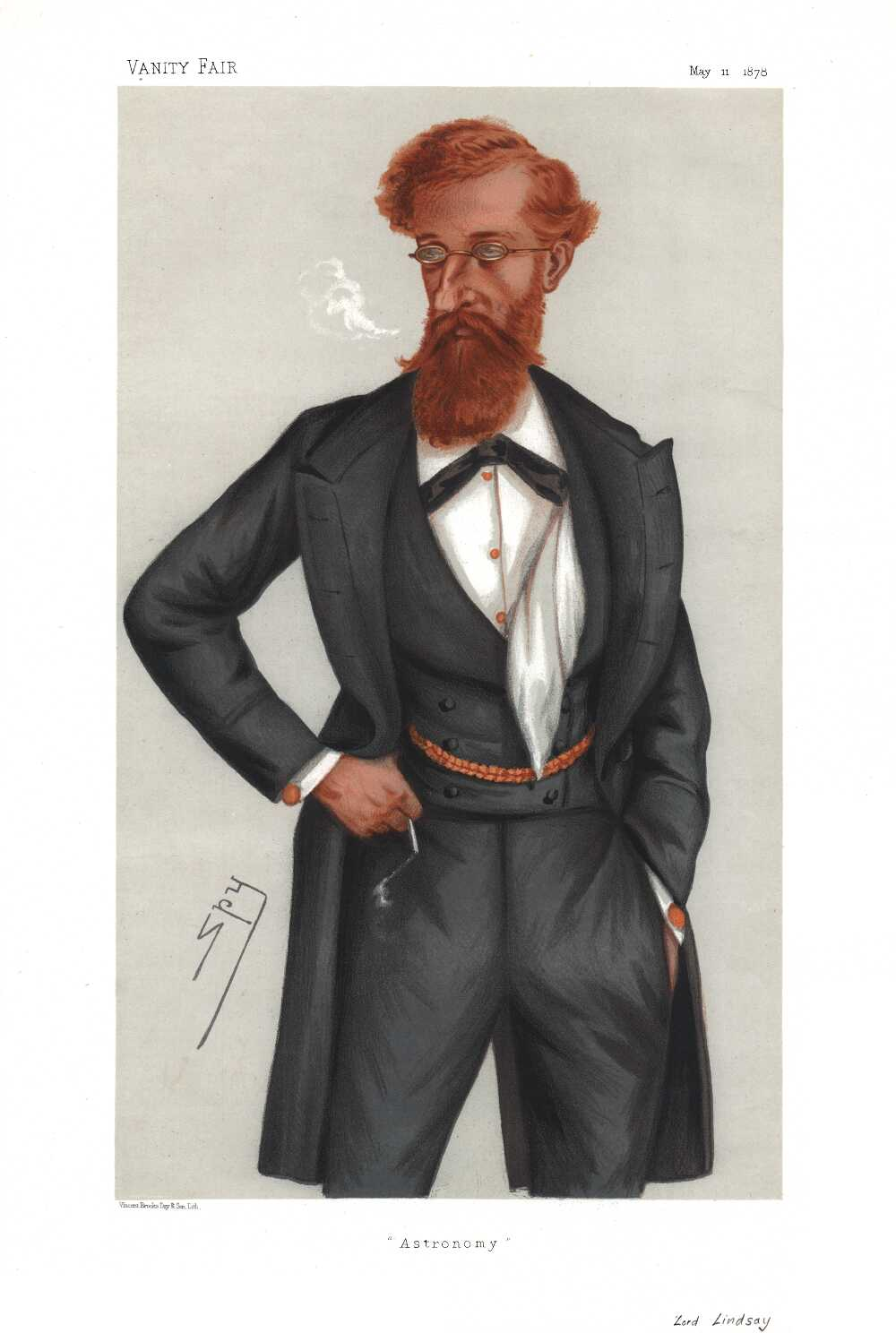
James Ludovic Lindsay
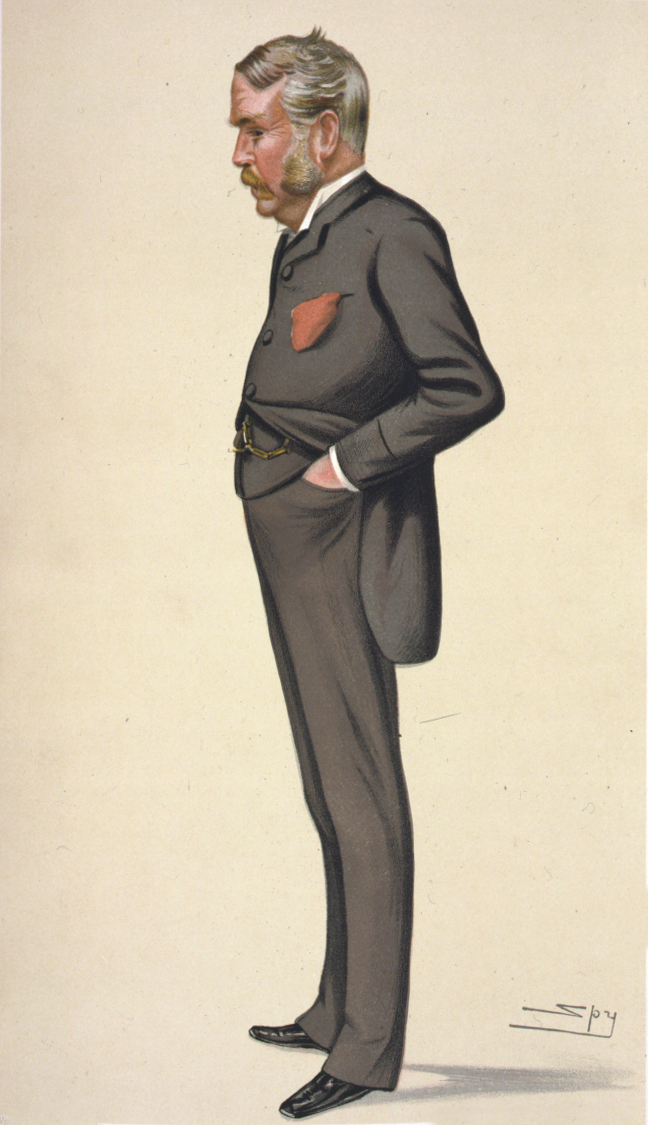
William S. Gilbert
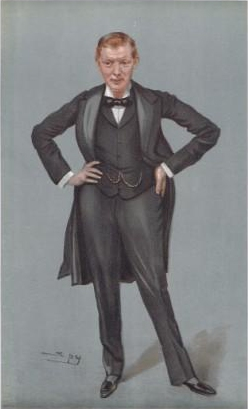
Winston Churchill (1900)
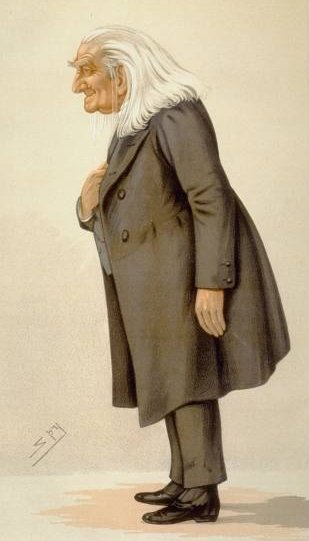
Franz Liszt
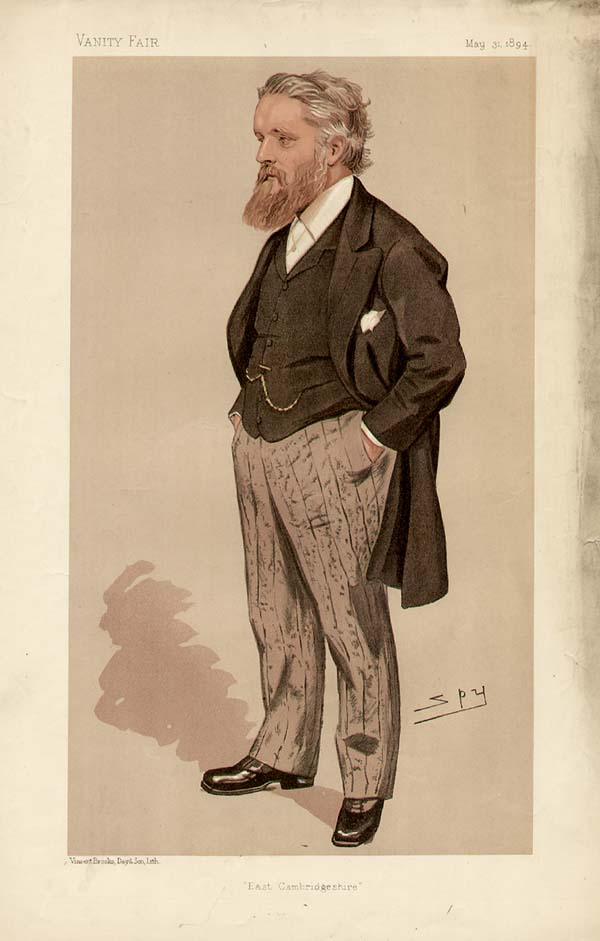
George Newnes (1894).